# Kniha Abdijáš
Kniha Abdijáš či jinak kniha proroka Abdijáše je s pouhými 21 verši nejkratší knihou Starého zákona i Bible vůbec. Ve standardních vydáních Bible se řadí mezi prorocké knihy, za Ámose a před Jonáše.
Jméno proroka, kterému se připisuje a které je uvedeno na začátku (hebrejsky עובדיה‎, Ovadja) znamená „Sluha Hospodinův“. Česká forma "Abdijáš" vychází z řecké septuagintní formy αβδιας). V některých překladech se uvádí forma Obadjá(š) nebo Obadja, podle hebrejského znění.
O tomto proroku nejsou známy žádné bližší podrobnosti. Jeho jméno je velmi symbolické, z čehož pramení domněnka, že název knihy byl přidán až dodatečně ke spisu nějakého anonyma (proti tomu ovšem hovoří fakt, že podobně symbolická jména byla ve starověkém Izraeli běžná). Jedná-li se o reálnou postavu, mohl to být chrámový prorok.
Kniha je celá namířena proti Edómu. Vytýká mu zradu a podíl na zničení Jeruzaléma a předpovídá Boží trest a zkázu. V závěru hovoří o obnově Judska a znovunabytí okolních území pro židovský národ. S touto knihou jsou spojeny dvě základní otázky: do jaké doby spadá zmiňované dobytí Jeruzaléma a do jaké doby spadá popisovaný zánik Edómu.
1) Nejčastěji se hovoří o podílu Edómu na dobytí Jeruzaléma Babyloňany v roce 587 př. Kr. Ovšem možné je např. i dobytí Jeruzaléma Pelištejci a Araby za krále Jórama, neboť v téže době se Edómci osamostatnili z područí Judy.
2) Kniha patrně naráží na porážku Edómu babylonským králem Nabonidem v roce 551 př. Kr. V téže době probíhalo postupné spontánní přesídlování Edómců do jižního Negevu na bývalé území Judska, zatímco do původní edómské domoviny přicházeli arabští Nabatejci.
Výroky obsažené v první části jediné kapitoly této knihy spadají do období vpádů Babylonie do Judska, tj. v letech 605 (bitva u Karchemiše) a 587/586 př. n. l. (dobytí Jeruzaléma). Jedná se o tři výroky proti Edomu (verše 1b-4; 5-7; 8-14), neboť Edom využil nesnází a posléze pádu a zničení Judska a podílel se na rabování v zemi. Do této doby kromě Abdijáše spadají i jiné protiedosmké výroky z dalších prorockých knih, např. Am 2,11-12, a také protiedomské texty v knize Genesis (Gen 25,23; 27,39-40).
Podle některých biblistů se jedná o edomské vpády v letech 853–841 za krále Jórama, kdy v zemi řádili Arabové a Pelištejci.
Pozdější redaktor textu v období Druhého chrámu přidal k předchozímu textu další verše (19-21) o návratu Izraelitů do své země.